# Edmé-Gilles Guyot
Pour les articles homonymes, voir Guyot.
Edmé-Gilles Guyot (1706–1786) est un commis postal, médecin, maître de poste, cartographe, inventeur et auteur français sur le sujet des mathématiques, de la physique et de la magie. Il a mené des expériences sur des illusions d'optique et sur la théorie derrière les tours de magie. Ses développements dans l'apparition apparente de fantômes, utilisant la projection d'un visage dans la fumée, ont contribué à créer la technologie et les techniques utilisées dans la fantasmagorie .

## Mathématiques, sciences et magie
Fabricant d'appareils de prestidigitation et d'instruments scientifiques, Guyot est accusé d'exploiter et de révéler les astuces utilisées à l'époque par les magiciens et les vulgarisateurs scientifiques comme Nicolas-Philippe Ledru et François Pelletier. Il a créé pour l'aristocratie des "théâtres magiques" - de petites boîtes qui utilisent des lanternes et des diapositives pour créer une histoire animée. Le travail de Guyot a eu une influence sur le développement des lanternes magiques et leur utilisation dans la fantasmagorie,. En 1770, il détaille une méthode consistant à utiliser simultanément deux diapositives différentes dans le même appareil de projection. Son exemple était une mer qui deviendrait de plus en plus orageuse, éparpillant des navires qui y naviguaient. Il a indiqué que les diapositives devraient être peintes très soigneusement afin de créer une animation réaliste et magnifique. Ses écrits sur le sujet ont été traduits en anglais et en allemand et ont été largement diffusés à travers l'Europe. Ses expériences ont conduit à la technique consistant à projeter des images sur de la fumée pour créer l’apparence d’apparitions fantomatiques. En 1779, Guyot décrit l'utilisation de diapositives de transformation dans des lanternes magiques pour créer des animations simples.

### Nouvelles récréations physiques et mathématiques
Le livre en quatre parties de Guyot intitulé Nouvelles récréations physiques et mathématiques comporte des descriptions d’expériences et des exemples de réalisation de diverses astuces mathématiques et magiques novatrices. Le livre est publié pour la première fois en 1769 et inclut une explication du paradoxe du carré manquant basé sur les travaux antérieurs de Sebastiano Serlio. Il comprend également des techniques détaillées et illustrées pour la performance du tour des gobelets et des boules qui est considéré comme ayant une grande influence.
Le livre a été adapté en anglais par William Hooper, sous le titre Rational Recreations, publié en 1774 sans que le nom de Guyot soit crédité.

## Médicament
Guyot aurait décrit en 1724 le cathétérisme de la trompe d'Eustache, l'un des premiers moyens de gonfler l'oreille moyenne .

## Publications
- Edmé-Gilles Guyot, Nouvelles récréations physiques et mathématiques, Paris, 1799 (lire en ligne)